# Artemisia maritima
Artemisia maritima és una espècie de planta amb flors del gènere Artemisia dins la família de les asteràcies.

## Ecologia
Aquesta espècie és nativa de l'est i el nord d'Europa, es presenta sobretot en sòls salins.

## Morfologia
La seva forma és similar a la d'Artemisia absinthium, però és més petita. La seva tija fa fins a 18 cm d'alt. Les fulles són doblement pinnatifides amb segments estrets i linears, tota la planta està coberta per fibres d'aspecte cotonós. Els capítols florals contenen cadascun sis flòsculs tubulars de color groguenc o marronós. Floreix d'agost a setembre.

## Taxonomia
Aquest tàxon va ser publicat per primer cop l'any 1753 a l'obra Species Plantarum de Carl von Linné.
Dins d'aquesta espècie es reconeixen les següents subespècies:
- Artemisia maritima subsp. humifusa (Fr. ex C.Hartm.) K.Perss.
- Artemisia maritima subsp. maritima

Els següents noms científics són sinònims d'Artemisia maritima':
- Artemisia seriphium Wallr.
- Seriphidium maritimum (L.) Poljakov

## Usos
És una planta medicinal lleugerament amargant, aromàtica i tònica. Conté l'alcaloide santonina.